# Marie Amelie von Godin
Marie Amelie Julie Anna von Godin (también escrito Maria Amalia; Múnich, 7 de marzo de 1882-22 de febrero de 1956) fue una escritora alemana, investigadora sobre Albania, traductora y activista por los derechos de la mujer.

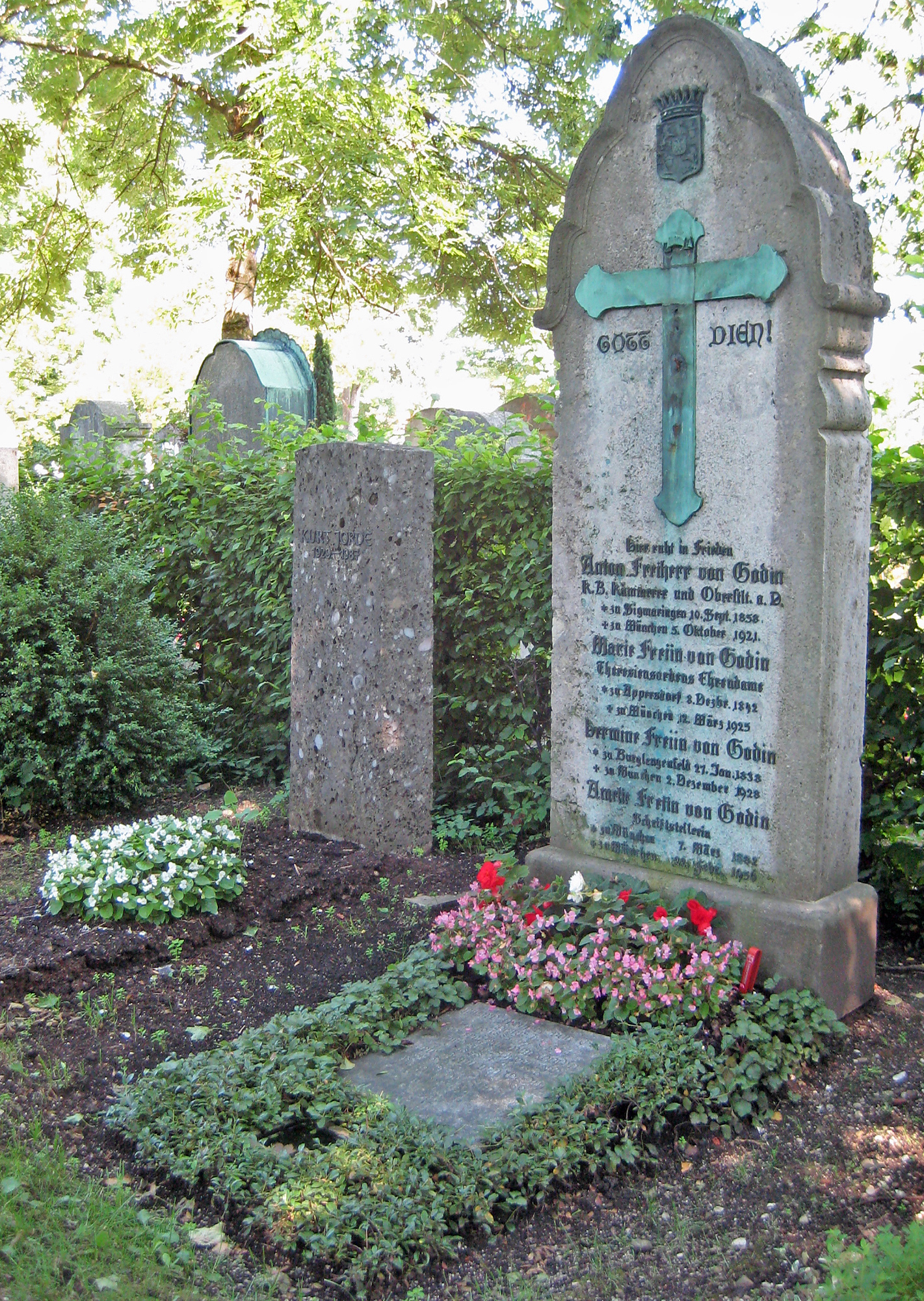
Tumba familiar de los Godin en el cementerio norte de Munich. Marie Freiin von Godin aparece en la parte inferior

## Biografía

### Juventud
Amalie Marie Godin se crio en la tradición católica más estricta y fue educada en casa. Más adelante asistió a un colegio de monjas. Amalie Marie era testaruda y mostraba poco interés por las desarrollar las virtudes femeninas, pues lo que ella quería era estudiar en Zurich, dónde ya se permitía que las mujeres estudiaran. Sin embargo, sus padres Julie Gottfried (de soltera von Eichthal ) y el consejero de justicia Bernhard Karl Gottfried Baron Godin no lo permitieron. Godin vivía aislada en su casa y comenzó a introducirse en el mundo de la escritura. A partir de 1902 comenzó a escribir en los periódicos Kölnische Volkszeitung y Tägliche Rundschau.

### Amistad con Albania
Después de que Godin mostrara problemas de salud mental en 1905, ella y su hermano menor Reinhard fueron enviados a un largo viaje los llevó a visitar Grecia y al Imperio Otomano . En este viaje conoció a un noble albanés a quien visitó en su Albania natal en 1908. Durante esta estancia conoció a Ekrem Bey Vlora (Vlora, 1885 - Viena, 1964) con quien mantendría una estrecha amistad el resto de su vida. Bey Vlora, sobrino de Ismail Qemali, provenía de una familia musulmana rica e influyente de la región de Vlora y asistía a la escuela en Viena. Según el investigador de Munich Albania Peter Bartl, fue una historia de amor. Sin embargo,no pudieron casarse debido a que pertenecían a religiones diferentes.  El amor por él y por el país -en palabras de Egon Berger-Waldenegg, Godin sufría "fiebre albanesa"- la llevó a vivir seis meses en Albania.  Sin embargo, en sus memorias, Ekrem Bey Vlora apenas menciona a Godin. Las pocas referencias, eso sí, suelen ir precedidas del adjetivo querida.
en albanés: Memorias de Eqrem Bej Vlora

… unsere liebe, wertvolle Freundin, die Baronin Amelie von Godin, die in meinem Haus wohnte …
Ekrem Bey Vlora

Influida por varios luchadores por la libertad albanesa con los que había entrado en contacto participó en la campaña por la independencia de Albania. También escribió sobre la pobreza y otras necesidades del país. En la primavera de 1914, cuando los campesinos musulmanes se sublevaron en Albania, Godin ayudó como paramédica en el hospital de guerra de Durrës. Godin, que había tenido una salud precaria desde su más tierna infancia, realizó tal sobreesfuerzo que se resentiría durante años. 
Godin escribió numerosos libros y artículos de prensa sobre sus impresiones de Albania y la cultura del país. Varias de sus novelas también tenían como escenario Albania y estaban ilustradas con dibujos albaneses. En 1930 publicó la primera parte de un diccionario alemán-albanés, en el que se dice que trabajó durante dos décadas.  En abril del mismo año fue invitada a visitar a los franciscanos en Shkodra. Les pidieron una traducción al alemán del derecho consuetudinario albanés Kanun des Lek Dukagjini. Junto con Ekrem Bey Vlora y con los monjes franciscanos, trabajó durante varios meses en Shkodra y, desde 1938, sistemáticamente en la traducción del extenso cuerpo de leyes, que apareció por primera vez póstumamente en albanés en 1933.  La traducción, enriquecida por comparaciones con otras versiones del Kanun, no pudo publicarse hasta después de la Segunda Guerra Mundial, distribuida en varias ediciones del "Zeitschrift für Comparative Jurisprudence". Ambos trabajos representan los fundamentos de la investigación de Albania.

### Actividades en la asociación de mujeres y la asociación de protección de escritores alemanes
Godin, soltera y con frecuencia en viajes al extranjero, llevó una vida muy atípica para la época. Informó repetidamente sobre Albania y sus viajes en conferencias. También hubo  otras mujeres científicamente activas, por ejemplo, la etnóloga, zoóloga, botánica y escritora de viajes Teresa Princesa de Baviera, que se había quedado en Albania durante un período más largo en 1890, como invitada, y entró en contacto con muchas personas importantes en política e iglesia, cultura y nobleza.
Godin era amiga cercana de la activista por los derechos de las mujeres Ellen Ammann, quien fundó la primera misión de la estación católica y la rama de Munich de la Asociación de Mujeres Católicas . Godin también participó en la Asociación de Mujeres Católicas desde el principio y estuvo particularmente comprometida con la educación científica de niñas y mujeres. Después de la Primera Guerra Mundial, distribuyó alimentos a la clase media empobrecida. Godin sería parte de la junta de la Asociación de Escritores Alemanes, que luchó contra la interferencia del estado en la creación literaria.

### Actividad bajo el dominio nacionalsocialista
Poco después de la muerte de Ellen Amman en noviembre de 1932, Godin publicó su biografía, que fue inmediatamente incluida en la lista negra de los nacionalsocialistas, ya que Ammann había ayudado a frustrar el golpe de Estado de Hitler en 1923. Esta vigilancia de su trabajo venía motivada  por su amistad con Ellen Ammann, pero también por ser tataranieta del judío Aron Elias Seligmann y prima de Michael Freiherr von Godin, quien, como jefe de policía, había jugado un papel clave para frustrar el golpe de Hitler. Michael von Godin huyó a Suiza después de ser liberado del campo de concentración de Dachau. Marie Amelie von Godin no negó su ascendencia judía y, como católica acérrima, también ayudó a conocidos judíos. En su probablemente último viaje a Albania en 1939, acompañó a una mujer judía al país seguro de los Balcanes. Dado que, según las leyes de Nuremberg, había sido clasificada como "Judía Mischling en segundo grado", necesitaba un permiso especial para convertirse en miembro del Reichsschrifttumskammer (Sociedad de escritores) y seguir activa como escritora. En estos años, sin embargo, solo publicó novelas sobre la patria, que fueron bien recibidas. Por otro lado, se le prohibió publicar sobre temas albaneses: se sospechaba que estaba apoyando a los combatientes de la resistencia albaneses y en adelante se la supervisó duramente. 

### Voluntaria en la Alemania de la posguerra
Después de la Segunda Guerra Mundial, Godin ayudó a reorganizar la Asociación de Mujeres Católicas y se ocupó de los refugiados, trabajo difícil dado su estado de salud. También trabajó como traductora e intérprete literaria. Marie siguió de lejos y con un espíritu crítico el desarrollo de la Albania socialista, especialmente la persecución del clero. En varios libros describió la persecución de los católicos en Albania por parte de los comunistas.

## Trabajos
- Olvidar. . . ? Novela de la historia reciente de Albania (1963)
- Los tres Kolaj: senderos peligrosos en la rebelde Albania (1961)
- El Unterlehner y su hijo (1957)
- La redada (1955)
- El disparo en Kampenwald (1955)
- El gran miedo - novela con dibujos de Johannes Wohlfahrt (1955)
- Actor (1941)
- Proscrito por el pueblo (1940)
- Gjoka y los rebeldes. Novela histórica de Albania hoy (1939)
- El destilador de Berchtesgaden (1937)
- Por los caminos de los apóstoles por la bella Albania (1936)
- La esposa del granjero de Örtl (1936)
- El gran Nureddin (1936)
- Ellen Ammann (1933)
- El sacrificio (1930)
- Diccionario de los idiomas albanés y alemán. Parte uno. (1930)
- Diccionario de los idiomas albanés y alemán. Parte II. (1930)
- San Pablo (1927)
- "Bessa" de Jakub Schara (1921)
- Liberación. Novela de la Albania moderna (1920)
- Nuestro hermano Caín (1919)
- Enemigos (1917)
- Desde la nueva Albania: bocetos políticos e histórico-culturales (1914)
- De la tierra de la servidumbre (1913)
- Palacios antiguos (1910)
- Benedetta. Novela de un amor ardiente (1909)

Traducciones
- Emile Baumann : San Pablo (1926)
- Louis Bertrand : Santa Teresa (1928)
- Shtjefën Gjeçovi : derecho consuetudinario de Albania. [6]

## Literatura
- «Marie Amelie von Godin». Biographisch-Bibliographisches Kirchenlexikon (BBKL) (en alemán).
- G. Grimm: Godin, Marie Amelie Freiin von, en: Biographisches Lexikon zur Geschichte Südosteuropas . Vol. 2. Munich 1976, pág.62 y sig.
- Jessica-Hamann-Anetzberger (2009). Friede, Freiheit, Brot!: Romane zur Deutschen Novemberrevolution (Amsterdamer Beitrage zur Neueren Germanistik). ISBN 978-90-420-2710-7.
- Klaus W. Jonas. Falta el |título= (ayuda)